# Novdzhu
Novdzhu (ryska: Невджу, Nëvdzhu) är en ort i Azerbajdzjan.   Den ligger i distriktet Ağsu Rayonu, i den centrala delen av landet, 140 km väster om huvudstaden Baku. Novdzhu ligger 77 meter över havet och antalet invånare är 1 151.
Terrängen runt Novdzhu är platt åt sydost, men åt nordväst är den kuperad. Terrängen runt Novdzhu sluttar söderut. Närmaste större samhälle är Aghsu, 13,2 km öster om Novdzhu.
Trakten runt Novdzhu består till största delen av jordbruksmark. Runt Novdzhu är det ganska tätbefolkat, med 56 invånare per kvadratkilometer.